# Grateloup-Saint-Gayrand
Grateloup-Saint-Gayrand ist eine französische Gemeinde mit 470 Einwohnern (Stand 1. Januar 2022) im Département Lot-et-Garonne in der Region Nouvelle-Aquitaine (vor 2016: Aquitanien). Sie gehört zum Arrondissement Marmande und zum Kanton Tonneins.
Der erste Namensteil leitet sich vom lateinischen Ausdruck locus gratus (deutsch angenehmer Ort) ab. Der zweite Namensteil geht auf einen Märtyrer des dritten oder vierten Jahrhunderts zurück.
Die Einwohner werden Grateloupais und Grateloupaises genannt.

## Geographie
Die Gemeinde Grateloup-Saint-Gayrand liegt ca. 20 Kilometer südöstlich von Marmande und ca. 30 Kilometer nordwestlich von Agen in der historischen Provinz Agenais.
Umgeben wird Grateloup-Saint-Gayrand von den sechs Nachbargemeinden:
| Varès    | Verteuil-d’Agenais                          | Brugnac  |
|          | Kompassrose, die auf Nachbargemeinden zeigt | Laparade |
| Tonneins | Clairac                                     |          |

Grateloup-Saint-Gayrand liegt im Einzugsgebiet des Flusses Garonne.
Einer seiner Nebenflüsse, der Tolzac, durchquert das Gebiet der Gemeinde zusammen mit seinen Nebenflüssen,
- dem Le Ravin de Saury,
- dem Ruisseau de la Forêt, der in Grateloup-Saint-Gayrand entspringt, und
- der Torgue mit ihrem Nebenfluss,
  - dem Rose.[3]

## Geschichte
Der Bau von Kirchen im 11. oder 12. Jahrhundert gab den Impuls der Entwicklung der Pfarrgemeinden von Grateloup und Saint-Gayrand. Im Falle von Grateloup wurde sie einer Motte hinzugefügt. Ausgrabungen an dieser Stelle ergaben, dass sie bereits in gallorömischer Zeit besiedelt war.
In der Folge entwickelte sich das Dorf von Saint-Gayrand weit verstreut, während sich das Dorf von Grateloup kreisbogenförmig am Fuß der Motte und abseits der Kirche ausbreitete. in einer Festschrift von 1259 wurde es als befestigter Ort (Castrum) bezeichnet. Ein Vertrag über die Aufteilung feudaler Rechte am Ende des 13. oder zu Beginn des 14. Jahrhunderts lässt vermuten, dass die Gründung einer Bastide zur Debatte stand.
Die Hugenottenkriege prägten die Geschichte der beiden Dörfer. Grateloup war ein Zentrum des Protestantismus im 16. und 17. Jahrhundert. Deshalb wurden die beiden Pfarrkirchen zerstört. Eine protestantische Kirche wurde gegen Ende des 16. Jahrhunderts erbaut, und im 17. Jahrhundert gab es eine hugenottische Schule.
Nach der Französischen Revolution wurden aus den Dörfern zwei Gemeinden, die sich am 1. August 1972 als Communes associées zusammenschlossen. Am 1. August 1999 wurde daraus eine einfache Fusion, am 14. April 2002 wurde Grateloup zu Grateloup-Saint-Gayrand umbenannt.

## Einwohnerentwicklung
Nach Beginn der Aufzeichnungen stieg die Einwohnerzahl bis zur ersten Hälfte des 19. Jahrhunderts auf einen Höchststand von rund 650. In der Folgezeit sank die Größe der Gemeinde bei kurzen Erholungsphasen bis zu den 1940er Jahren auf rund 305 Einwohner, bevor eine Phase mit moderatem Wachstum einsetzte. Unterstützt von der Fusion mit Saint-Gayrand konnte ab 1975 ein Niveau von rund 430 Einwohnern erreicht werden.
| Jahr      | 1962 | 1968 | 1975 | 1982 | 1990 | 1999 | 2006 | 2011 | 2022 |
| --------- | ---- | ---- | ---- | ---- | ---- | ---- | ---- | ---- | ---- |
| Einwohner | 326  | 338  | 458  | 451  | 452  | 416  | 419  | 447  | 470  |

## Sehenswürdigkeiten
- Pfarrkirche Saint-Caprais in Grateloup, im 16. Jahrhundert nach Zerstörung neu erbaut
- Pfarrkirche Saint-Gayrand in Saint-Gayrand, im 16. Jahrhundert nach Zerstörung am Ende des Hundertjährigen Krieges neu erbaut
- Ruine der ehemaligen Pfarrkirche Saint-Gayrand in Saint-Gayrand aus dem 12. Jahrhundert, als Monument historique eingeschrieben
- Schloss Lagarde aus dem 17. Jahrhundert, als Monument historique eingeschrieben
- Mairie und Schule aus dem 19. Jahrhundert
- Protestantische Kirche, im 19. Jahrhundert nach Zerstörung am Ende des 16. Jahrhunderts neu erbaut
- Wassermühle über dem Tolzac, genannt Mühle Rocquebert, Neubau aus dem 18. Jahrhundert
- Wassermühle über der Torgue aus dem 18. Jahrhundert

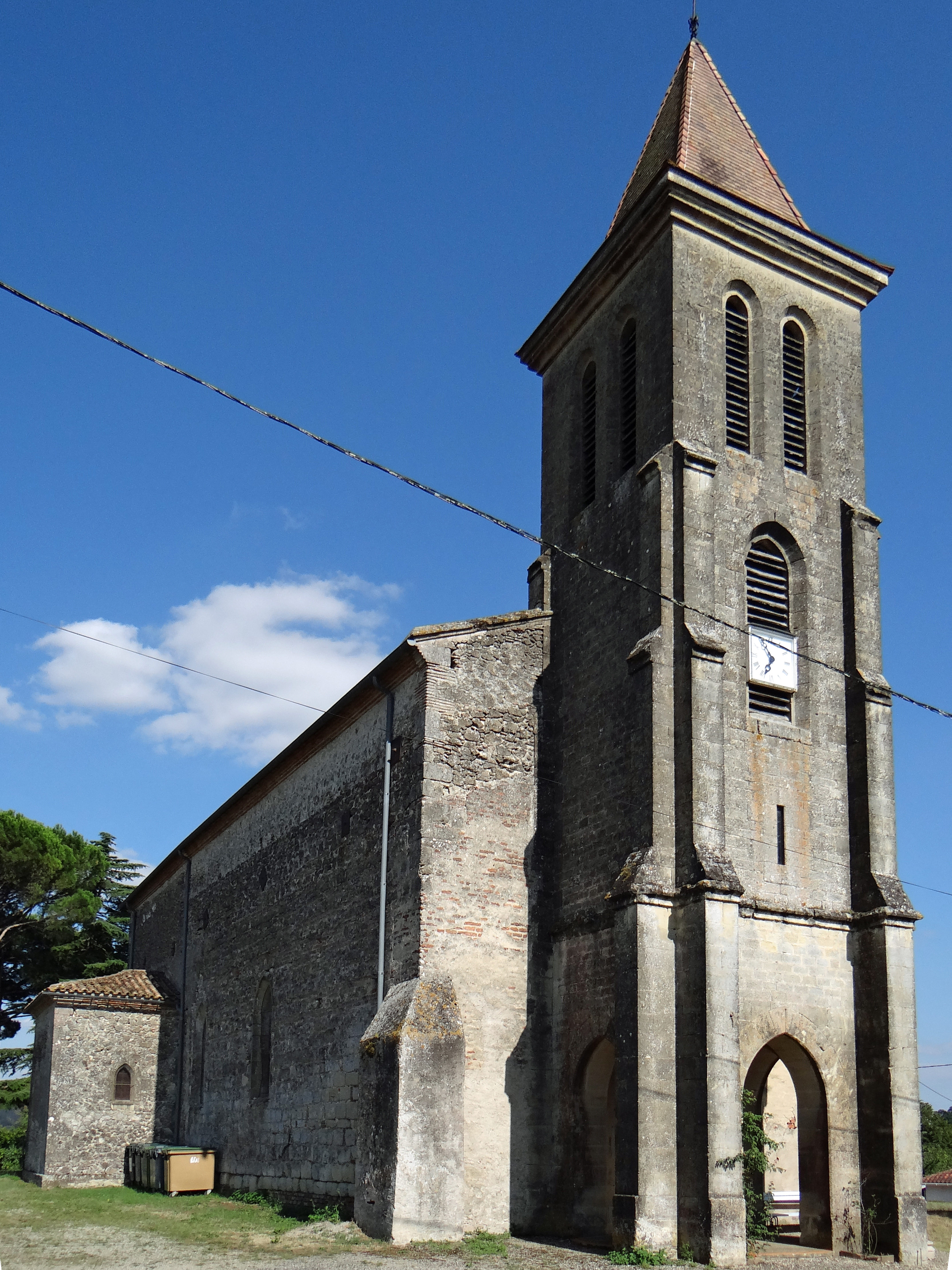
Pfarrkirche Saint-Caprais
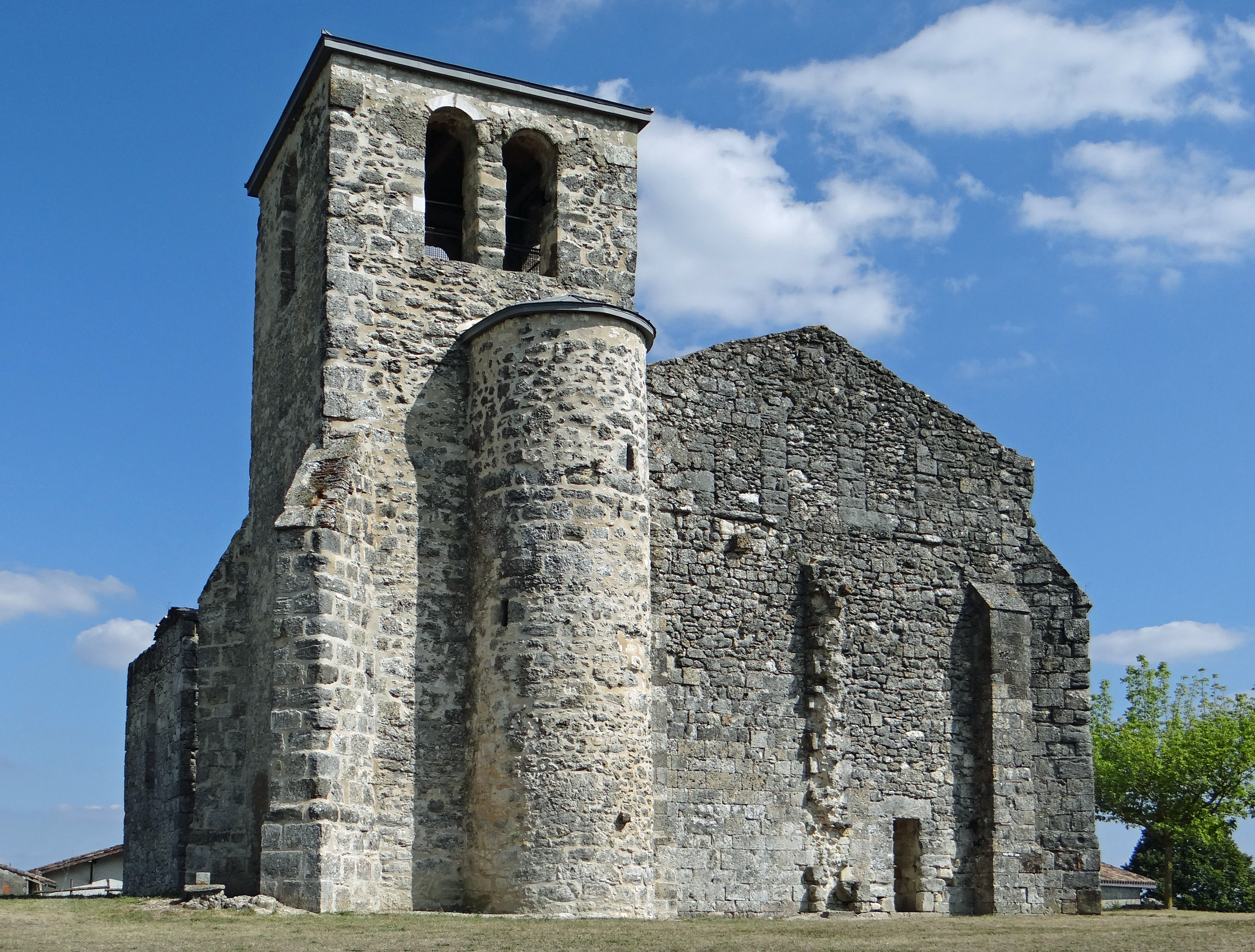
Ehemalige Pfarrkirche Saint-Gayrand
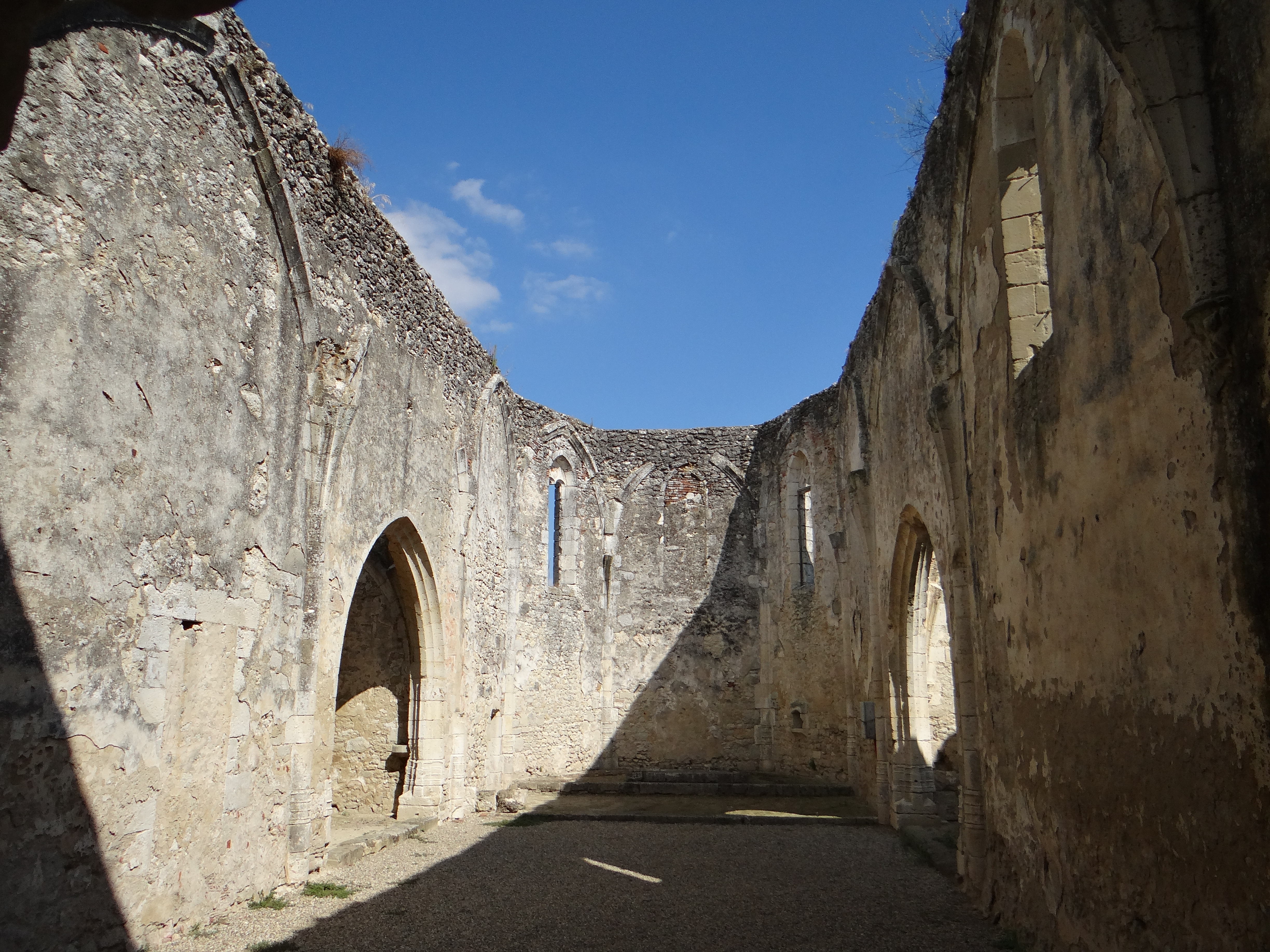
Langhaus mit Blick auf den Chor der Kirche Saint-Gayrand

## Wirtschaft und Infrastruktur
Die Landwirtschaft mit Ackerbau und Viehzucht ist der wichtigste Wirtschaftsfaktor der Gemeinde.

### Verkehr
Grateloup-Saint-Gayrand ist erreichbar über die Routes départementales 101, 120, 126, 263 und 301.